# Cnephalura umbrata
Cnephalura umbrata is een keversoort uit de familie zwartlijven (Tenebrionidae). De wetenschappelijke naam van de soort is voor het eerst geldig gepubliceerd in 1987 door Doyen.